# Jardín de San Marcos (Florencia)

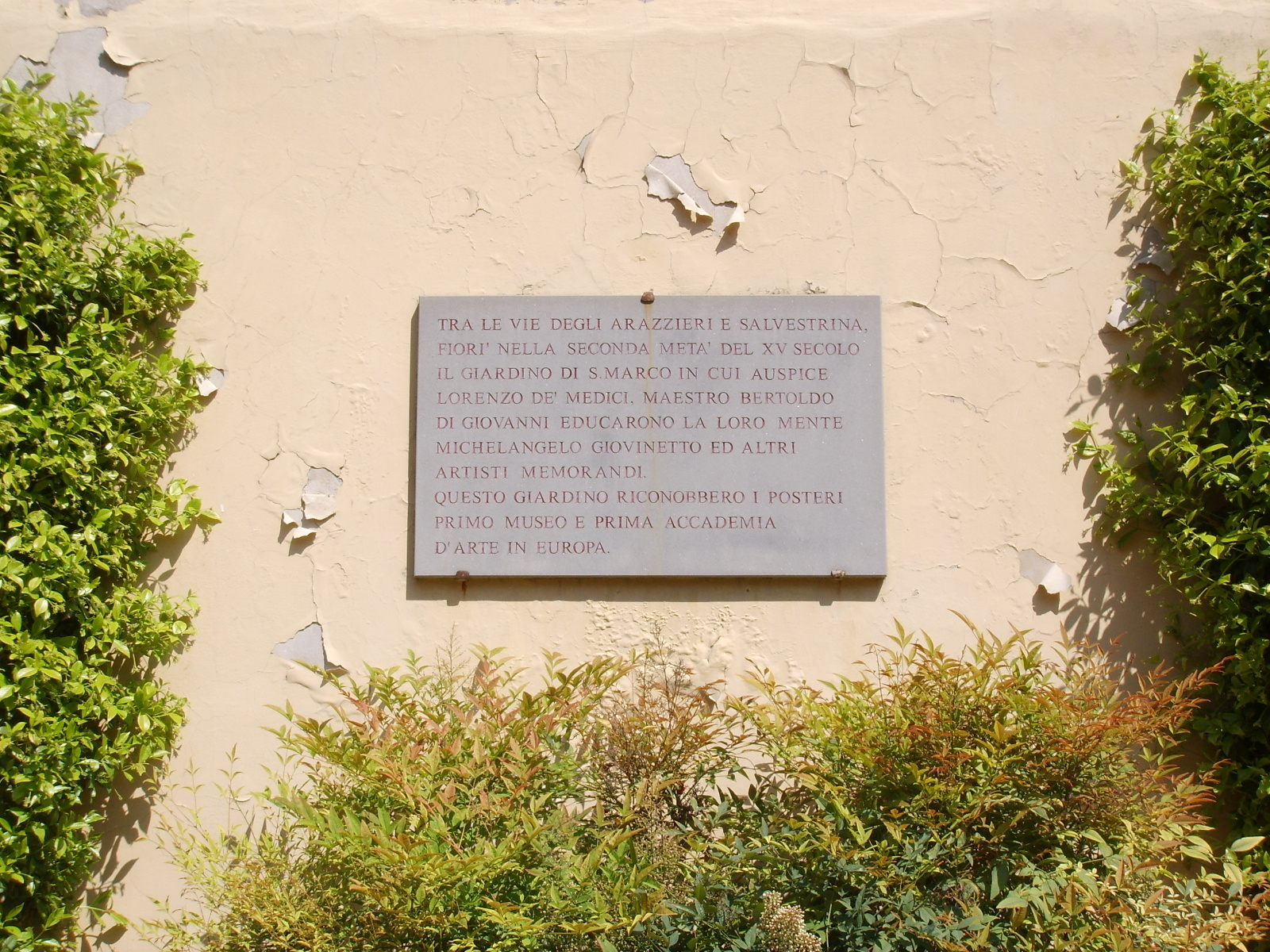
Lápida del desaparecido Jardín de San Marcos

El Jardín de san Marcos (del italiano: Giardino di San Marco) es un antiguo jardín de Florencia, situado entre las actuales Via Cavour y Via San Gallo, grosso modo entre los sitios del Casino Mediceo y el Palazzo Socci.

## Características
El jardín es célebre porque Lorenzo el Magnífico creó una especie de primera Academia de Arte en Europa, donde jóvenes talentos artísticos podían estudiar las obras y las técnicas artísticas, copiando las colecciones de arte antigua de propiedad medicea.
En la zona existió en la Edad Media, una zona verde probablemente delimitada con un recinto, como testimonia el topónimo antiguo de Cafaggio esto es parque, reserva de caza. Su vecindad con el Palazzo Medici data en torno al año 1475 Clarice Orsini, mujer de Lorenzo, decide adquirirlo a los monjes de San Marcos y más tarde Lorenzo situó allí su colección de esculturas antiguas compradas en su mayor parte en Roma.
La importancia de este lugar viene de las vivencias artísticas del Renacimiento es fundamental porque aquí el propio Lorenzo fundó una escuela de arte muy exclusiva, tomando algunos jóvenes y prometedores artistas, sobre todo del taller de Domenico Ghirlandaio, entre los cuales estaban Miguel Ángel, Leonardo da Vinci, Baccio da Montelupo y Francesco Granacci, entre otros, quedando bajo el patrocinio del escultor Bertoldo di Giovanni, que hizo que aprendiesen los rudimentos artísticos, copiando las esculturas clásicas y ejercitándose con el dibujo o con la escultura, o con otras técnicas.
Con las sucesivas expulsiones de los Médici el área fue abandonada y gradualmente edificada, entrando a formar parte del parque del Casino di San Marco (hoy Corte de Apelación de Florencia) hasta el siglo XIX cuando toda la zona fue objeto de una recalificación con la construcción de la Piazza dell'Indipendenza, y en tal ocasión surgieron gran parte de los palacios señoriales de hoy en día.